# Ilmārs Starostīts

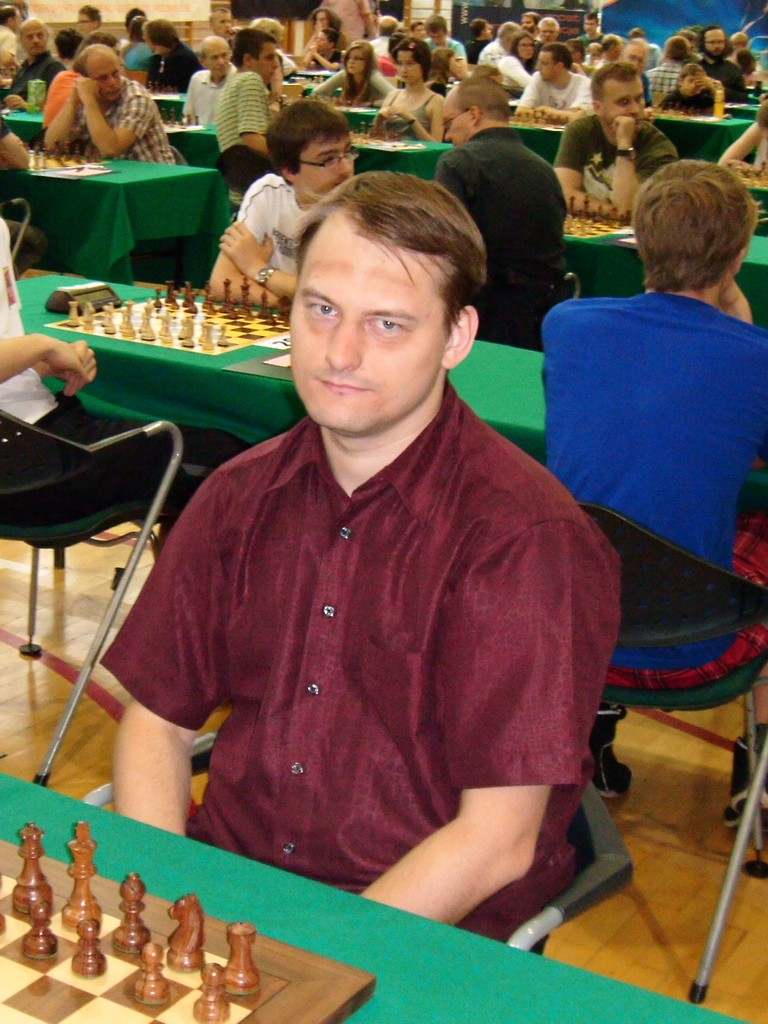
Ilmars Starostits in 2011

Ilmārs Starostīts (Rēzekne, Letland; 30 mei 1979) is een Letse schaker met een FIDE-rating van 2445 in 2006 en rating 2413 in 2016. Hij is, sinds 2010, een grootmeester (GM).
Tussen 1993 en 1999 nam Ilmārs Starostīts deel aan diverse wereldkampioenschappen voor junioren. In 2001 werd hij Internationaal Meester (IM), in 2002 won hij het schaakkampioenschap van Letland. Ook in mei 2005 speelde hij mee in het toernooi om het kampioenschap van Letland, hij eindigde met 5.5 uit 12 op de achtste plaats. Hij speelde in meer dan 80 belangrijke toernooien en won de Stockholm Elo Challenge in 2010. In 2010 werd hij tweede in het Rodrigo Memorialtoernooi in Ferrol, Spanje.
Ilmārs Starostīts speelde voor Letland in Schaakolympiades:
- in 2002, aan het 2e reservebord in de 35e Schaakolympiade in Bled (+5 −3 =4);
- in 2012, reservebord in de 40e Schaakolympiade in Istanboel (+4 -2 =2).[4]

Hij speelde voor Letland in het Europees schaakkampioenschap voor landenteams:
- in 2011, aan bord 4 in Porto Carras, Sithonia (+4 −3 =2).[6]

## Externe koppelingen
- (en)   Informatie over schaakpartijen van Ilmārs Starostīts op ChessGames.com
- (en)   Informatie over schaakpartijen van Ilmārs Starostīts op 365chess.com
- (en)  FIDE-ratinggegevens voor Ilmārs Starostīts